# Łosoś szlachetny
Łosoś szlachetny, łosoś atlantycki, łosoś pospolity, łosoś europejski, łosoś (Salmo salar) – ryba z rodziny łososiowatych (Salmonidae).

## Występowanie
W północnej części Atlantyku, w rzekach Ameryki Północnej, w Europie od Portugalii po Morze Białe, Północne i Bałtyk. W jeziorach Ładoga i Onega tworzy formy wyłącznie słodkowodne.

## Wygląd

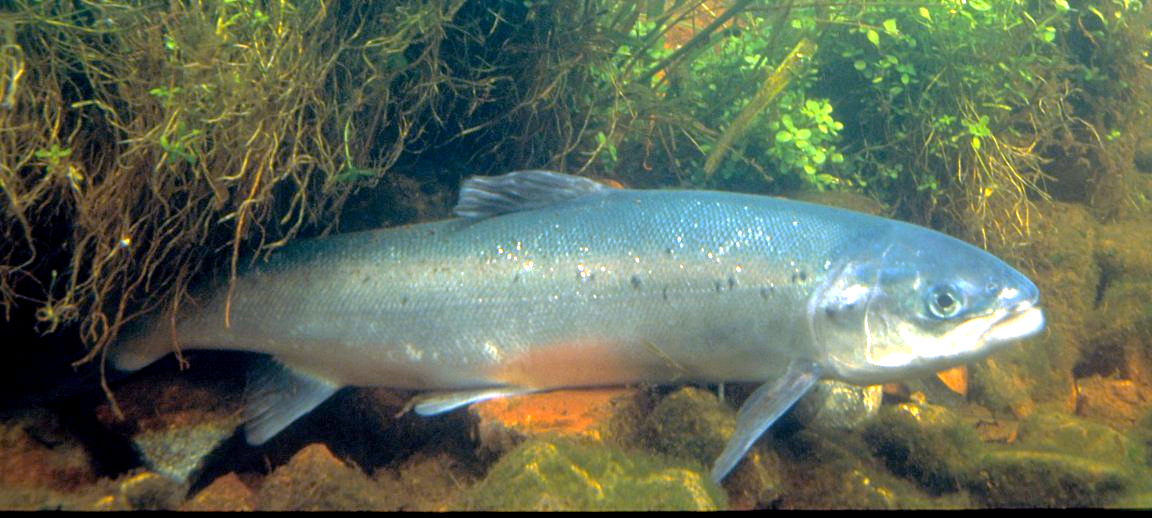
Łosoś szlachetny

Dorasta do 150 cm długości i 24 kg masy ciała. Według ustnych przekazów łososie z populacji drawskiej (zwane również królewskimi) osiągały 150 cm i aż 46 kg masy. Łuski drobne, mocno osadzone. Linia boczna jest dobrze widoczna. Na linii grzbietu występuje mała, czerwono-szara płetwa tłuszczowa (charakterystyczna dla łososiowatych). Głowa z wielką i silnie uzębioną paszczą. Podczas tarła samce zmieniają ubarwienie na czerwonawe, a żuchwa przybiera kształt haka. Młode mają na bokach ciemne i czerwone plamki. Osobniki dorosłe mają nieregularne czarne plamy na górnej połowie ciała.

## Odżywianie
Łosoś jest rybą drapieżną. Początkowo żywi się skorupiakami planktonowymi i larwami owadów, później mniejszymi rybami oraz skorupiakami.

## Rozród

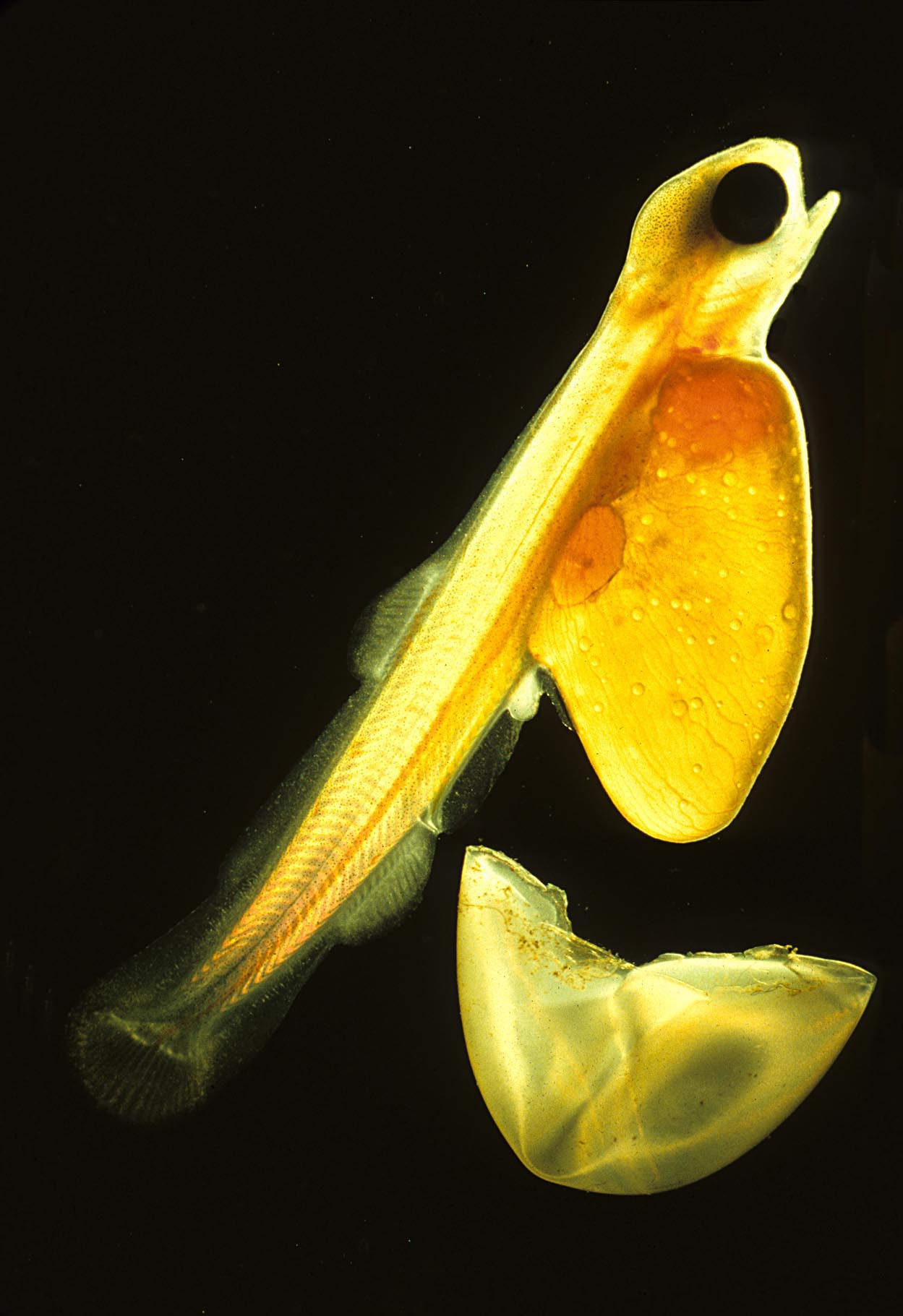
Wykluwająca się larwa łososia

Typowa ryba anadromiczna tzn. wędrująca na czas rozrodu z mórz do rzek. W czasie tej wędrówki łososie kierują się zapachem wody w miejscu, w którym przyszły na świat. W trakcie przekraczania granicy wód słodkich i słonych dokonują się w ich organizmach zmiany biochemiczne i fizjologiczne. W trakcie wędrówki nie pobierają pokarmu. Tarło odbywa się jesienią, w zimnej, dobrze natlenionej wodzie o silnym prądzie. Ikra w liczbie do 30 000 ziaren (o średnicy 4–7 mm) jest składana do jamek wygrzebanych przez samicę w piaszczystym lub kamienistym dnie. Larwy wykluwają się wiosną. Mają one długość około 2 cm. Okres resorpcji woreczka żółtkowego trwa około 40 dni. Po tarle wiele osobników ginie. Osobniki młode spędzają w rzekach 2–3 lata, następnie wędrują do morza, przybierają wtedy barwę szarozieloną na grzbiecie i srebrzystobiałą na bokach i brzuchu (tzw. stadium smolt). W morzu spędzają kolejne 2–3 lata, po czym wracają do tej samej rzeki na tarło.

## Zagrożenia i ochrona
Zagrożeniami dla łososi w czasie wędrówki są zapory wodne. Niegdyś liczny w rzekach dorzecza Odry i Wisły. Populacja łososia w polskich rzekach całkowicie wyginęła w połowie lat 80. XX w. Było to związane z zanieczyszczeniem tarlisk spowodowanym odmulaniem zbiornika Kamienna na rzece Drawie w dorzeczu Odry (1981–1983, zamulenie tarlisk utrzymywało się do jesieni 1985). Przegradzanie i pogarszająca się jakość wód Drawy stanowiło poważne zagrożenie dla tej ostatniej ostoi polskiego łososia. Ostatnie tarlaki obserwowano w Drawie w 1985, ostatnie łososie w stadium parr złowiono w 1987. Na wiślańską populację łososia katastrofalny wpływ miało wybudowanie zapory we Włocławku.
W 1995 rozpoczęto program restytucji łososia w polskich rzekach, materiał zarybieniowy pozyskano z łotewskiej rzeki Dźwiny. W 1997 stwierdzono w Drawie obecność gniazd tarłowych. Mimo sukcesu, obecny w polskich rzekach łosoś nadal jest gatunkiem zagrożonym wyginięciem, znaczącą poprawę sytuacji może zapewnić jedynie dalsza wyraźna poprawa jakości wód, udrożnienie rzek, udostępnienie tarlisk, racjonalna polityka rybacka oraz walka z kłusownictwem.

## Wartości odżywcze
Na uwagę zasługuje znaczna ilość różnorodnych nienasyconych kwasów tłuszczowych.
| Nienasycone kwasy tłuszczowe (w 100 g) |
| Jednonienasycone kwasy tłuszczowe |
| --- |
| - kwas palmitoleinowy – 0,81 g - kwas oleinowy – 2,97 g - kwas ikozenowy – 0,65 g - kwas cetolowy – 1,09 g                                                                                                |
| Wielonienasycone kwasy tłuszczowe |
| - kwas linolowy – 0,45 g - kwas α-linolenowy – 0,55 g - kwas oktadekatetraenowy – 0,19 g - kwas arachidonowy – 0,3 g - kwas tymnodonowy – 0,71 g - kwas dokozapentaenowy – 0,44 - kwas cerwonowy – 2,15 g |

## Filatelistyka
Poczta niemiecka wyemitowała 2 stycznia 2014 r. znaczek pocztowy z motywem łososia szlachetnego o wartości 45 eurocentów. Autorem projektu znaczka był Jens Müller z Düsseldorfu.